# Associazione cinese di go
L'Associazione cinese di go (中国围棋协会S, Zhōngguó Wéiqí XiéhuìP; in inglese: Chinese Weiqi Association), fondata a Hefei, Anhui nel 1962, è la principale organizzazione di go in Cina. In quanto ramo dello Zhongguo Qiyuan, supervisiona sia i giocatori professionisti sia i forti dilettanti, funzionando allo stesso modo della Nihon Ki-in giapponese e di altri gruppi simili.
L'Associazione cinese di go è membro della International Go Federation dal 1982.